# センパイ。
「センパイ。」は、TrySail及びHoneyWorksの楽曲。アニメーション映画『好きになるその瞬間を。〜告白実行委員会〜』のオープニング主題歌として制作された。HoneyWorks meets TrySailによるコラボレーションシングルとして、2016年12月14日にアニプレックスから発売された。

## 背景・音楽性
「センパイ。」は、アニメーション映画『好きになるその瞬間を。〜告白実行委員会〜』のオープニング主題歌として制作された。この映画はHoneyWorksの『告白実行委員会』シリーズの映画第2弾として制作された映画で、TrySailの麻倉ももがヒロイン・瀬戸口雛の声優を務め、麻倉のソロデビューシングル『明日は君と。』のカップリング曲「花に赤い糸」が挿入歌として使用されている。映画第1弾の『ずっと前から好きでした。〜告白実行委員会〜』の登場人物の弟・妹世代を描いた作品であり、HoneyWorksのGomは、第1弾のオープニング主題歌「一分一秒君と僕の」を歌っているスフィアの"妹"的なユニットであるTrySailとのコラボレーションは作品的にもぴったりと語っている。
作品が"二度とやってこない青春と恋愛の物語"であることから、楽曲は青春を駆け抜ける疾走感や爽やかさを大切に制作された。Bメロでは低めの3音にメロディが集約されており、音楽ライターの須永兼次はこれを"想いが開けるサビへの溜めとしてもすごく効いてくる"と評している。
歌詞は同映画のエンディングテーマ「大嫌いなはずだった。」と物語が繋がるよう意識して書かれている。ヒロインの雛の心情を表した、先輩に恋をする女の子を描いた楽曲であるが、レコーディングの際にTrySailの3人が思い描いた"恋する女の子"像は、麻倉が自身が演じる雛の気持ちを意識したほか、雨宮は少し強気な子、夏川は切ない気持ちも直接出す子と、全く違ったものになっていたという。
2016年10月21日に映画『好きになるその瞬間を。〜告白実行委員会〜』のオープニングムービーが公開され、この映像内で音源が初解禁となり、11月6日に行われたライブイベント『LAWSON presents TrySail First Live Tour “The Age of Discovery”calling at OMIYA』にてフルバージョンで初披露された。

## シングルリリース
2016年12月14日にアニプレックスから発売された。初回生産限定盤・期間生産限定盤・通常盤の3形態で発売され、初回生産限定盤にはアーティストミュージック・ビデオを収録したDVD、期間生産限定盤にはアニメーション映画『好きになるその瞬間を。〜告白実行委員会〜』バージョンの楽曲及び、同映画のオープニング映像を収録したDVDが同梱されている。

## ミュージック・ビデオ
本曲のミュージック・ビデオでは、湯浅弘章が監督を務めた。同級生だった3人が母校が取り壊しになることを知って、母校を訪れて学生時代のことを回想するという内容になっている。このミュージック・ビデオではリップシンクがなく、この構成を知らされた際に麻倉は表情としぐさで物語を伝えることに不安になったという。回想する場面では3人が制服姿となり、エキストラの役者を交えつつ複雑な恋模様が描かれるなど、ドラマ仕立ての映像となっている。
またHoneyWorksのヤマコによる描き下ろしイラストを使用したミュージック・ビデオも配信用に短縮された長さで制作され、シングル発売に先行して2016年12月10日に「センパイ。-N.Edit-」としてニコニコ動画にて公開された。このビデオは「大嫌いなはずだった。」のミュージック・ビデオに繋がるよう制作されている。

## シングル収録内容

### 初回生産限定盤・通常盤
| 全作詞・作曲・編曲: HoneyWorks。 |                              |            |            |                      |      |
| #                                | タイトル                     | 作詞       | 作曲・編曲 | ストリングスアレンジ | 時間 |
| 1.                               | 「センパイ。」               | HoneyWorks | HoneyWorks | 堤博明               | 5:14 |
| 2.                               | 「BraveSail」                | HoneyWorks | HoneyWorks | setsat               | 5:08 |
| 3.                               | 「センパイ。」(Instrumental) | HoneyWorks | HoneyWorks |                      | 5:14 |
| 4.                               | 「BraveSail」(Instrumental)  | HoneyWorks | HoneyWorks |                      | 5:06 |
| 合計時間:                        | 合計時間:                    | 合計時間:  | 20:42      |                      |      |

| #  | タイトル                             | 作詞 | 作曲・編曲 | 時間 |
| -- | ------------------------------------ | ---- | ---------- | ---- |
| 1. | 「センパイ。」(ミュージックムービー) |      |            | 8:10 |

### 期間生産限定盤
| #         | タイトル                     | 作詞  | 作曲・編曲 | 時間 |
| --------- | ---------------------------- | ----- | ---------- | ---- |
| 1.        | 「センパイ。」               |       |            | 5:14 |
| 2.        | 「BraveSail」                |       |            | 5:08 |
| 3.        | 「センパイ。」(MOVIE Ver.)   |       |            | 1:46 |
| 4.        | 「センパイ。」(Instrumental) |       |            | 5:14 |
| 5.        | 「BraveSail」(Instrumental)  |       |            | 5:06 |
| 合計時間: | 合計時間:                    | 22:28 |            |      |

| #  | タイトル                                                                 | 作詞 | 作曲・編曲 | 時間 |
| -- | ------------------------------------------------------------------------ | ---- | ---------- | ---- |
| 1. | 「映画『好きになるその瞬間を。〜告白実行委員会〜』オープニングムービー」 |      |            | 1:52 |

## 参加ミュージシャン
- Oji - ギター
- 中西 - ギター（#1）
- kyo - ベース（#1）
- cake - ピアノ
- 樋口幸佑 - ドラムス（#1）
- sana - コーラス（#1）
- 門脇大輔ストリングス - ストリングス（#1）
- setsat - ストリングス（#2）

## チャート
| チャート                                    | 最高 順位 | 出典   |
| ------------------------------------------- | --------- | ------ |
| 日本・オリコン デイリーCDシングルランキング | 2         | [ 12 ] |
| 日本・オリコン 週間CDシングルランキング     | 8         | [ 13 ] |
| Billboard Japan Hot 100                     | 14        | [ 14 ] |
| Billboard Japan Hot Animation               | 2         | [ 15 ] |
| Billboard Japan Hot Singles Sales           | 9         | [ 16 ] |

## 収録アルバム
| アルバム                                 | 発売日        | 備考                              |
| ---------------------------------------- | ------------- | --------------------------------- |
| 『何度だって、好き。〜告白実行委員会〜』 | 2017年2月22日 | HoneyWorksの4thオリジナルアルバム |
| 『TAILWIND』                             | 2017年8月23日 | TrySailの2ndオリジナルアルバム    |